# Gelis fuscicorniformis
Gelis fuscicorniformis là một loài tò vò trong họ Ichneumonidae.